# Euclystis consurgens
Euclystis consurgens là một loài bướm đêm trong họ Erebidae.